# 陳塏 (成化進士)
陳塏（1438年—？），字汝陵，浙江寧波府鄞縣人，欽天監官籍。明朝政治人物。

## 生平
順天鄉試第六十三名。成化八年（1472年）三甲第一百二十九名進士。成化十一年（1475年）官山東章丘縣知縣，升蘇州府同知。

## 家族
曾祖父陳資敬，曾任陰陽訓術。祖父陳雷，曾任五□□□□□。父亲陳鏞。